# مطار بالتسي الدولي
مطار بالتسي الدولي (بالرومانية: Aeroportul Internațional Bălți-Leadoveni) (إياتا: BZY، إيكاو: LUBL، معرف الموقع إف إيه إيه: BZY) المعروف أيضًا باسم ليدوفيني هو ثاني أكبر مطار مدني دولي في مولدوفا، وأحد المطارين الرئيسيين في بالتسي، ويخدم مدينة بالتسي وشمال مولدوفا للركاب المدنيين والبضائع والرحلات الجوية المجدولة والمستأجرة. افتُتح مطار بالتسي-لادوفيني الدولي في عام 1989 ليحل محل مطار مدينة بالتسي، وخاصة بالنسبة للخطوط الدولية، ولتسهيل حركة النقل الجوي إلى مطار كيشيناو الدولي.